# Montjoie-Saint-Martin

Montjoie-Saint-Martin este o comună în departamentul Manche, Franța. În 1 ianuarie 2022 avea o populație de 250 de locuitori.